# Der Freigeist/Vereinsamt

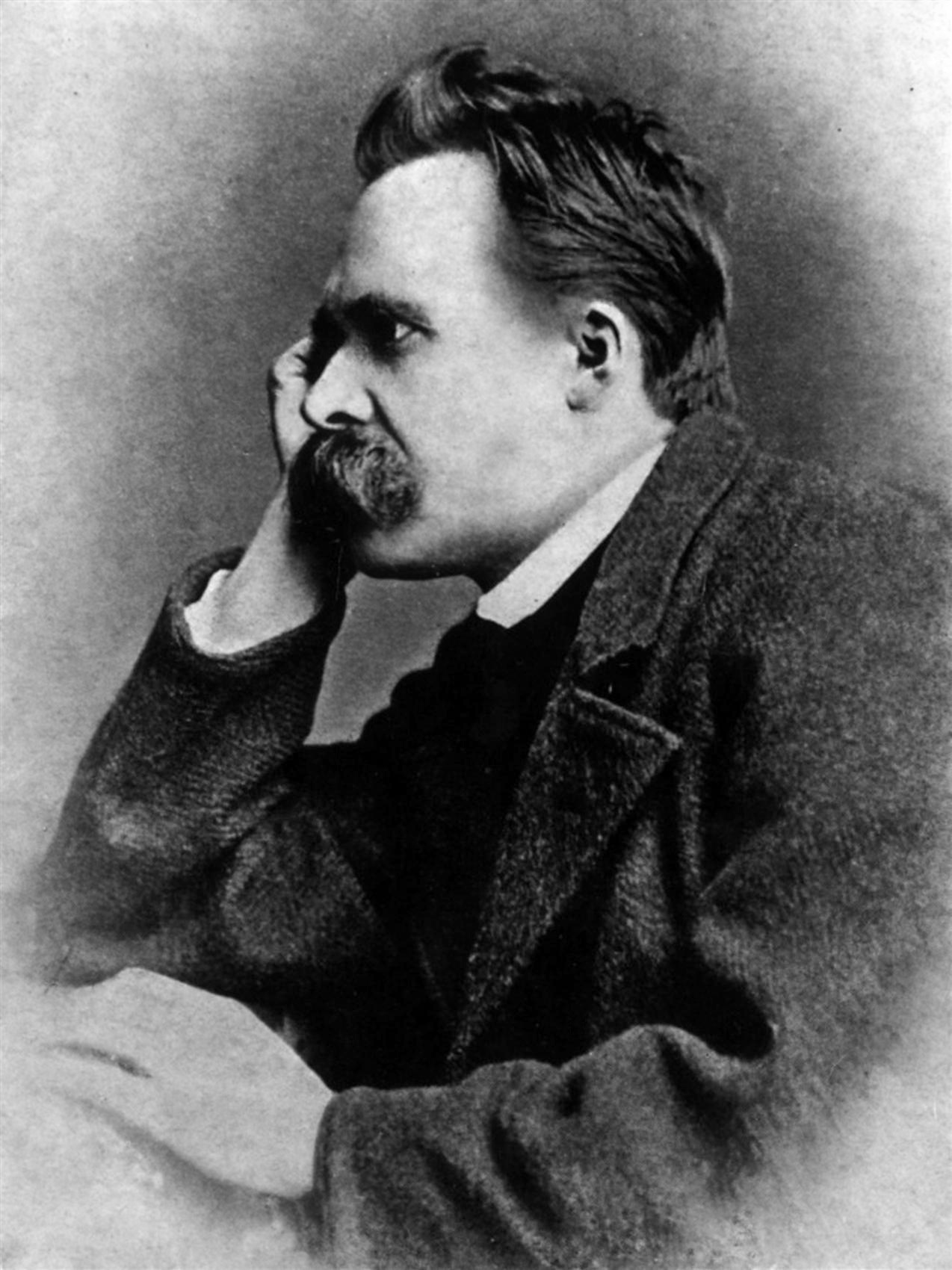
Friedrich Nietzsche, 1882 (Photographie von Gustav Adolf Schultze)

Der Freigeist ist der letzte Titel eines Gedichts von Friedrich Nietzsche.
Die 1884 geschriebenen Verse entstanden während seiner Arbeit am vierten Teil der philosophischen Dichtung Also sprach Zarathustra.
Nietzsche gab dem Gedicht unterschiedliche Überschriften wie Abschied und Heimweh, Die Krähen schrei’n, Aus der Wüste und schließlich Vereinsamt, unter der es in gekürzter Form 1894 erstmals in Das Magazin für Literatur veröffentlicht wurde.
Das Werk gilt als sein berühmtestes Gedicht und findet sich in zahlreichen Lyrik-Anthologien wie dem Großen Conrady oder dem Ewigen Brunnen.

## Text: Der Freigeist (Vereinsamt)
Die Krähen schrei’n

Und ziehen schwirren Flugs zur Stadt;

Bald wird es schnei’n

Wohl dem, der jetzt noch Heimat hat!

Nun stehst du starr,

Schaust rückwärts ach! wie lange schon!

Was bist du Narr

Vor Winters in die Welt entfloh’n?

Die Welt, ein Thor

Zu tausend Wüsten stumm und kalt!

Wer das verlor,

Was du verlorst, macht nirgends Halt.

Nun stehst du bleich,

Zur Winter-Wanderschaft verflucht,

Dem Rauche gleich,

Der stets nach kälter’n Himmeln sucht.

Flieg’, Vogel, schnarr’

Dein Lied im Wüsten-Vogel-Ton!

Versteck’, du Narr,

Dein blutend Herz in Eis und Hohn!

Die Krähen schrei’n

Und ziehen schwirren Flugs zur Stadt :

Bald wird es schnei’n,

Weh dem, der keine Heimat hat

Zweiter Teil: Antwort:

Daß Gott erbarm’!

Der meint, ich sehnte mich zurück

In’s deutsche Warm.

In’s dumpfe deutsche Stuben-Glück!

Mein Freund, was hier

Mich hemmt und hält, ist dein Verstand,

Mitleid mit dir!

Mitleid mit deutschem Quer-Verstand!

## Form und Inhalt
Der erste Teil des Gedichts umfasst sechs Strophen mit jeweils vier (zwei- und vierhebigen) jambischen Versen im einfachen Kreuzreim. Die zweite und fünfte Strophe weisen starke Enjambements auf. Durch Alliterationen in Worten wie „Wüste“, „Winter“, „Wanderschaft“ oder „Halt“, „Heimat“, „Himmel“ und Assonanzen wie „scharren“, „schreien“, „schwirren“ verbindet Nietzsche Sinneinheiten innerhalb des Gedichts miteinander.
Während er im ersten Teil seines Selbstgesprächs den Blick des einsamen und heimatlosen Winterwanderers schildert, der auf seine verlorene Heimat blickt, weist er in der ernüchternden Antwort vorsorglich die Einschätzung von sich, er sehnte sich zurück in das dumpfe „Stuben-Glück“, das er als Freigeist verlassen hat.
Das Gedicht beginnt mit der Strophe:
Die Krähen schrei’n

Und ziehen schwirren Flugs zur Stadt:

Bald wird es schnei’n –

Wohl dem, der jetzt noch – Heimat hat!
Die erste Strophe der ernüchternden Antwort lautet:
Daß Gott erbarm’!

Der meint, ich sehnte mich zurück

In’s deutsche Warm,

In’s dumpfe deutsche Stuben-Glück!

## Hintergrund
Nietzsche befasste sich auch in seinen theoretischen Schriften mehrfach mit den freien Geistern. Als Moralkritiker begrüßte er die geistige Richtung: Die Moral sei „durch die Freigeisterei auf ihre Spitze getrieben und überwunden“, das Denken des Geistes befreit worden. Nach dieser Befreiung könne die Bewegung nun selbst als Moral erkannt werden, die sich, wie es in einer nachgelassenen Schrift heißt, als Redlichkeit, Tapferkeit, Gerechtigkeit und Liebe äußere.
Weitere Stellen finden sich in der Vorrede für seine Aphorismensammlung Menschliches, Allzumenschliches, dem Buch für freie Geister, mit dem er sich schrittweise von Richard Wagner zu lösen begann. Die erst 1886 verfasste Schrift zeigt stilistisch und inhaltlich eine weitere Wandlung: Das Leben sei nicht von der Moral entworfen, wolle und benötige die Täuschung. So habe er sich die „freien Geister“ erfunden und ihnen das „schwermütige-mutige Buch gewidmet.“ Nietzsche gesteht: „Dergleichen freie Geister gibt es nicht, gab es nicht“. Er habe sie damals geschaffen, um „inmitten schlimmer Dinge“ wie Krankheit und Vereinsamung, Fremde und Untätigkeit „tapfere Gesellen und Gespenster“ zu haben, mit denen man sprechen und lachen könne. Er selbst wolle nicht daran zweifeln, „daß es dergleichen freie Geister einmal geben könnte [...] unser Europa unter seinen Söhnen von morgen und übermorgen“ solche Geister haben werde. Tatsächlich sehe er sie bereits langsam kommen und tue etwas, um diese Entwicklung zu beschleunigen.
Gedichte Nietzsches finden sich in allen wesentlichen Perioden seines Lebens und markieren den Beginn und das Ende seiner Werkgeschichte. Seine ersten literarischen Versuche als Zehnjähriger sind Gedichte, sein letztes Werk ein Gedichtzyklus. Viele seiner Verse, die heute seinen Ruhm als Lyriker begründen, gab er nicht zum Druck frei, sodass sie erst später und häufig mit gewissen Änderungen veröffentlicht wurden. Von den 1882 veröffentlichten Idyllen aus Messina abgesehen, hat Nietzsche lediglich aus architektonischen Gründen Gedichte veröffentlicht, um innerhalb seiner Prosawerke das Artistisch-Leichte zu betonen oder eine Spannung zu mindern.

## Besonderheiten und Interpretation

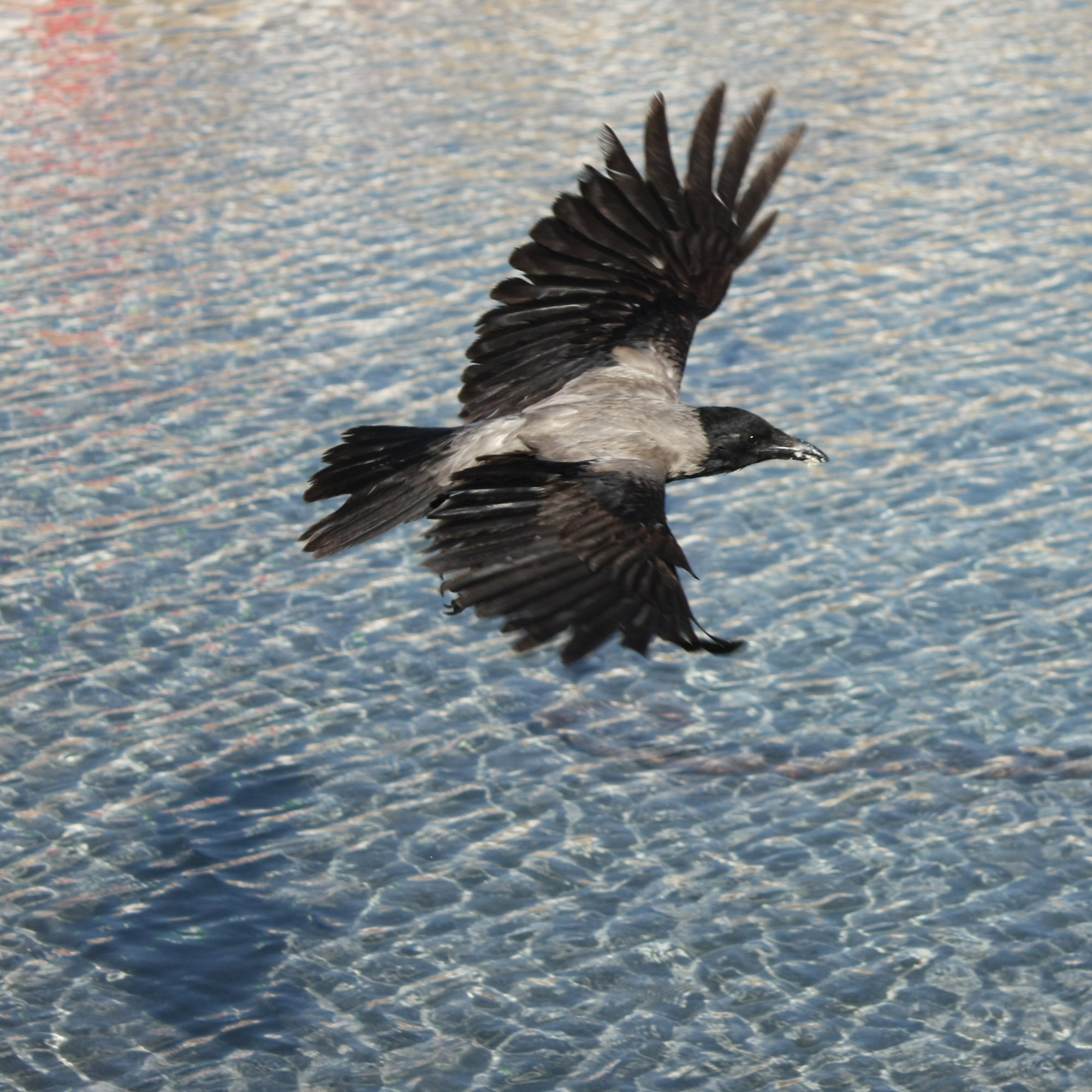
Fliegende Nebelkrähe

Das Gedicht ist ohne den zweiten Teil bekannt geworden. Erst nachdem die Handschriften Nietzsches für die Kritische Gesamtausgabe gründlich aufgearbeitet worden waren, verstand man es als Rollengedicht mit Abschied und Antwort.
Nur den ersten Teil, nicht aber die Antwort markierte Nietzsche als direkte Rede, eine Unregelmäßigkeit, die für handschriftliche Fassungen nicht ungewöhnlich ist. Nietzsche beabsichtigte, dieses Werk zusammen mit anderen Gedichten in einen Zyklus einzugliedern und erwog dafür mehrere Anordnungen.
Der Freigeist beleuchtet Nietzsches veränderte Naturauffassung, die sich bereits in den Rosenlauibad-Gedichten andeutete und seine lyrischen Landschaften fortan charakterisierte. Während die Landschaften seiner früheren Werke noch mit dem Boden der romantischen Tradition verwurzelt sind und die Natur als Buch aufgefasst wird, das eine entzifferbare Botschaft hat, sind die Schauplätze der in Rosenlauibad entstandenen Gedichte so von Schmerz zerrissen, dass von einer traditionellen Landschaft nicht mehr gesprochen werden kann. Der einsame, zur Winter-Wanderschaft Verfluchte erinnert an den Wanderer aus Franz Schuberts Winterreise, der seine Fremdheit schließlich zu akzeptieren scheint.
Für Hermann Kurzke ist in dem Gedicht vom ewigen Widersinn der Liebe die Rede, die sich in Sehnsucht verzehrt und in der Erfüllung zerstört. Die Tristesse der Einsamkeit erkläre die Melancholie der schreienden Krähen, die ihr Lied im „Wüsten-Vogel-Ton“ schnarren. Den einsamen Freigeist und Winterwanderer lockt die Welt der Stadt, auf die er zurückblickt, mit ihrem Leben, ihren Versuchungen und ihrer Glücksverheißung. Doch ebendiese zurückgelassene Welt ist das Tor zu tausend Wüsten, ein Bild, das hier für die Weltlust steht, die von den verführerischen „Töchtern der Wüste“ im Zarathustra oder im zweiten Gedicht der Dionysos-Dithyramben angesprochen wird. Die peinvolle Sprache dieser Lust sei nicht schön, sondern rasselnd wie das Schnarren der Krähen, die zurückfliegen und den Wanderer in der Kälte der Einsamkeit zurücklassen. Der Freigeist, der auch das Nichts aushalte, weise die Sehnsucht zurück und panzere sein Herz mit der Winter-Metaphysik gegen weitere Entbehrungen der oberflächlichen Welt, in der es keine Erfüllung ohne geistigen Verrat gebe.
Wilhelm Weischedel verortet Nietzsche in einer fundamentalen „Kritik alles Verehrten“. Liebgewonnene Werte bänden den Menschen fest an Gewohnheiten. Die gelte es zu durchbrechen, wolle sich der Mensch nicht im Nihilismus verlieren. Durch die radikale Infragestellung der Erkenntnis der Wahrheit, die der Mensch nicht erfassen könne, ebenso der Wahrhaftigkeit der Moral, die davon lebe, dass ethische Grundsätze zwar erklärt, praktisch aber nicht eingehalten würden, oder des Zaubers der Religion, die sich – besonders im Christentum – vom unmittelbaren Leben abgekehrt gestalte, stelle Nietzsche fest, dass sie je nichts seien, schonungslos aufgezeigt durch den mit der Gegenwart vertrauten freien Geist. Als Protagonist dessen, nehme er die Aufgabe wahr, „einen Augenblick höchster Selbstbesinnung der Menschheit vorzubereiten.“
Nietzsches Gedicht spiegelt seine persönliche Vereinsamung wider, die zumindest teilweise auch der Ausdruck seiner Philosophie der Überwindung des Menschen ist. Der Mensch der metaphysischen Gewissheiten muss überwunden werden, der Mensch ist auf dem Weg zu einer neuen Seinsform, der des "Übermenschen". Die herkömmliche Moral ist demaskiert worden (vgl. Genealogie der Moral) und eine neue Ethik der schöpferischen Freiheit wird entworfen (vgl. Jenseits von Gut und Böse), Selbsttäuschungen (vgl. Menschliches-Allzumenschliches), nützliche Illusionen und falschen Ideale werden zurückgelassen. Damit ist aber auch die Heimat verloren, der neue Mensch ist "unbehaust". Die Einsamkeit ist einmal das Ergebnis des Verlusts der Geborgenheit in den geschlossenen Weltbildern der Vergangenheit. Es ist aber auch das Ergebnis des Unverständnisses und der Ablehnung der meisten "letzten Menschen" für den schicksalhaften Aufbruch und das Wagnis, einen neuen Menschen hervorzubringen, als dessen Protagonisten und Propheten Nietzsche sich sieht. Diese Situation hat Nietzsche in Also sprach Zarathustra dargestellt. Im Du des Gedichts spricht Nietzsche sich selbst an, wie Franz Norbert Mennemeier in Benno von Wieses Interpretationssammlung anmerkt.

### Ausgaben
- Friedrich Nietzsche: Sämtliche Werke. Kritische Studienausgabe in 15 Bänden. KSA. Band 11: Nachgelassene Fragmente, 1884 - 1885 Herausgegeben von Giorgio Colli und Mazzino Montinari. Deutscher Taschenbuch-Verlag, München u. a. 1988, ISBN 3-423-02231-0, S. 329.

### Sekundärliteratur
- Rüdiger Ziemann: Die Gedichte. In: Henning Ottmann (Hrsg.): Nietzsche-Handbuch. Leben, Werk, Wirkung. Metzler, Stuttgart u. a. 2000, ISBN 3-476-01330-8, S. 152.
- Jörg Schönert: Friedrich Nietzsche, „Der Freigeist“, in: Lyrik und Narratologie, Text-Analysen zu deutschsprachigen Gedichten vom 16. bis zum 20. Jahrhundert, de Gruyter, Berlin 2007, S. 185–196